# Antônio Luiz Catelan Ferreira
Antônio Luiz Catelan Ferreira (Cidade Gaúcha, 2 de fevereiro de 1970) é um bispo católico brasileiro. Atualmente, exerce a função de bispo auxiliar de São Sebastião do Rio de Janeiro.

## Biografia e educação
Nascido em 2 de fevereiro de 1970, em  Cidade Gaúcha, no estado do Paraná.
Estudou filosofia no Seminário Arquidiocesano Nossa Senhora da Glória de Maringá, tendo concluído em 1989, e Teologia no Instituto Paulo VI em Londrina, concluindo em 1994. Especializou-se em teologia dogmática, obtendo a licenciatura pela Pontifícia Faculdade de Teologia Nossa Senhora da Assunção de São Paulo em 2002 e o doutorado pela Pontifícia Universidade Gregoriana de Roma em 2011.

## Presbitério
Foi ordenado padre em 5 de fevereiro de 1995 por Dom José Maria Maimone na Catedral do Divino Espírito Santo de Umuarama , sendo incardinado na Diocese de Umuarama.
Após a ordenação ocupou os seguintes cargos: pároco de São Paulo Apóstolo de Umuarama, coordenador diocesano de Pastoral, membro do Conselho Presbiteral e do Colégio dos Consultores, administrador da Paróquia de Nossa Senhora do Rocio em Tapira, reitor do Seminário Maior de Filosofia e Teologia, pároco de Nossa Senhora do Perpétuo Socorro em Umuarama e seu vigário-geral.
Foi também diretor e professor do Instituto Rainha dos Apóstolos de Filosofia de Umuarama e do Instituto Teológico Paulo VI de Londrina; professor de teologia da Pontifícia Universidade Católica do Paraná em Curitiba, do Seminário Redemptoris Mater de Brasília, da Faculdade de Teologia da Arquidiocese de Brasília e do Pontifício Instituto Superior de Direito Canônico no Rio de Janeiro.
Na Conferência Nacional dos Bispos do Brasil, foi vice-subsecretário para a Pastoral, membro do Instituto Nacional de Pastoral e assessor da Comissão Episcopal Pastoral para a Doutrina da Fé. Além disso, foi secretário da Fundação Vaticana Joseph Ratzinger - Bento XVI do Brasil e desde 2014 até 2021 foi membro da Comissão Teológica Internacional.
Até novembro de 2021, atuou na Arquidiocese de São Sebastião do Rio de Janeiro como professor da Pontifícia Universidade Católica do Rio de Janeiro e do Instituto Superior de Teologia e como vigário paroquial de São José no Vicariato Episcopal Sul.

## Episcopado
Em 24 de novembro de 2021, foi nomeado pelo Papa Francisco como bispo auxiliar de São Sebastião do Rio de Janeiro, recebendo a sé titular de Tunes. Foi consagrado em 5 de fevereiro de 2022, na Catedral do Divino Espírito Santo de Umuarama, pelo cardeal Dom Orani Tempesta, O. Cist., arcebispo de São Sebastião do Rio de Janeiro, coadjuvado por Dom João Mamede Filho, O.F.M.Conv., bispo de Umuarama e por Dom Vicente Costa, bispo de Jundiaí. Seu lema episcopal é Propter testimonium Iesu, "Por causa do testemunho de Jesus".